# Liste der Nummer-eins-Hits in Frankreich (1975)
Diese Liste enthält alle Nummer-eins-Hits in Frankreich im Jahr 1975. Es gab in diesem Jahr 18 Nummer-eins-Singles und 9 Nummer-eins-Alben.

## Singles
| | Liste der Nummer-eins-Hits in Frankreich | Liste der Nummer-eins-Hits in Frankreich | Liste der Nummer-eins-Hits in Frankreich | 1976 →                    |
| \| Zeitraum \| Wo. ges. \| Interpret \| Titel Autor(en) \| Zusätzliche Informationen \| \| (Zeitraum, Wochen auf Platz eins, Interpret, Titel, Autor[en], zusätzliche Informationen) \| \| \| \| \| \| ----------------------------------------------------------------------------------------- \| -------- \| ------------------- \| -------------------------------------------------------------------------------------------------------------------------------------------------------------------------------- \| ------------------------- \| \| 24. Dezember 1974 – 10. Januar 1975 2 Wochen (insgesamt 5) \| 5 \| Michel Sardou \| Une fille aux yeux clairs Musik: Jacques Abel Jules Revaux; Text: Claude Jacques Raoul Lemesle, Michel Charles Sardou \| – \| \| 11. Januar 1975 – 31. Januar 1975 3 Wochen \| 3 \| Dave \| Vanina Del Shannon, Max D. Crook, Patrick Yvon Guy Loiseau \| – \| \| 1. Februar 1975 – 7. Februar 1975 1 Woche \| 1 \| Annie Cordy \| La bonne du curé Musik: Antoine Montoya, Tony Roval; Text: Charles Level \| – \| \| 8. Februar 1975 – 28. Februar 1975 3 Wochen (insgesamt 5) \| 5 \| Michel Sardou \| Une fille aux yeux clairs Musik: Jacques Abel Jules Revaux; Text: Claude Jacques Raoul Lemesle, Michel Charles Sardou \| – \| \| 1. März 1975 – 7. März 1975 1 Woche (insgesamt 2) \| 2 \| Annie Cordy \| La bonne du curé Musik: Antoine Montoya, Tony Roval; Text: Charles Level \| – \| \| 8. März 1975 – 14. März 1975 1 Woche \| 1 \| Billy Swan \| I Can Help Billy Swan \| – \| \| 15. März 1975 – 11. April 1975 4 Wochen \| 4 \| Nino Ferrer \| Le sud Agostino Arturo Maria Ferrari \| – \| \| 12. April 1975 – 25. April 1975 2 Wochen \| 2 \| Sheila \| C’est le cœur (Les ordres du docteur) Original: Roger Frederick Cook, Roger John Reginald Greenaway, Geoff Stephens; französischer Text: Claude Carrère, Jean Paul Henri Schmitt \| – \| \| 26. April 1975 – 9. Mai 1975 2 Wochen (insgesamt 3) \| 3 \| The Rubettes \| Juke Box Jive Wayne Bickerton, Tony Waddington \| – \| \| 10. Mai 1975 – 16. Mai 1975 1 Woche \| 1 \| Johnny Hallyday \| La fille de l’été dernier Original: Eddie Cochran, Jerry N. Capehart; französischer Text: Christian Blondiau \| – \| \| 17. Mai 1975 – 23. Mai 1975 1 Woche (insgesamt 3) \| 3 \| The Rubettes \| Juke Box Jive Wayne Bickerton, Tony Waddington \| – \| \| 24. Mai 1975 – 20. Juni 1975 4 Wochen \| 4 \| Mike Brant \| Dis-lui Original: Morris Albert, Louis Felix Pierre Marie Gasté; französischer Text: Michel Jourdan \| – \| \| 21. Juni 1975 – 8. August 1975 7 Wochen (insgesamt 11) \| 11 \| Joe Dassin \| L’été indien Musik: Pasquale Losito, Salvatore Cutugno; Originaltext: Vito Pallavicini, Graham Stuart Johnson; französischer Text: Pierre Delanoë, Claude Jacques Raoul Lemesle \| – \| \| 9. August 1975 – 15. August 1975 1 Woche \| 1 \| Michel Sardou \| Un accident Musik: René André Joseph Pratx, Jacques Abel Jules Revaux; Text: Michel Charles Sardou \| – \| \| 16. August 1975 – 12. September 1975 4 Wochen (insgesamt 11) \| 11 \| Joe Dassin \| L’été indien Musik: Pasquale Losito, Salvatore Cutugno; Originaltext: Vito Pallavicini, Graham Stuart Johnson; französischer Text: Pierre Delanoë, Claude Jacques Raoul Lemesle \| – \| \| 13. September 1975 – 26. September 1975 2 Wochen \| 2 \| Saint-Preux \| Your Hair Christian Desire Langlade \| – \| \| 27. September 1975 – 3. Oktober 1975 1 Woche \| 1 \| Esther Philips \| What a Difference a Day Made Musik: Maria Grever; Text: Adam Stanley \| – \| \| 4. Oktober 1975 – 24. Oktober 1975 3 Wochen \| 3 \| Jean-Claude Borelly \| Dolannes Mélodie Paul De Senneville, Olivier Toussaint \| – \| \| 25. Oktober 1975 – 31. Oktober 1975 1 Woche (insgesamt 6) \| 6 \| Michel Sardou \| Le France Musik: Jacques Abel Jules Revaux; Text: Michel Charles Sardou, Pierre Delanoë \| – \| \| 1. November 1975 – 7. November 1975 1 Woche \| 1 \| Johnny Hallyday \| La terre promise Original: Chuck Berry; Adaption: Michel Mallory \| – \| \| 8. November 1975 – 14. November 1975 1 Woche \| 1 \| Dave \| Du côté de chez Swann Musik: Michel Jacques Cywie; Text: Patrick Yvon Guy Loiseau \| – \| \| 15. November 1975 – 19. Dezember 1975 5 Wochen (insgesamt 6) \| 6 \| Michel Sardou \| Le France Musik: Jacques Abel Jules Revaux; Text: Michel Charles Sardou, Pierre Delanoë \| – \| \| 20. Dezember 1975 – 7. Januar 1976 3 Wochen \| 3 \| Sheila \| Quel tempérament de feu Antony Michael David Eyers; französischer Text: Claude Carrère, Jean Charles André Schmitt \| – \| |                                          |                                          | |                           |
| |                                          |                                          | | → 1976 →                  |
| Zeitraum | Wo. ges.                                 | Interpret                                | Titel Autor(en) | Zusätzliche Informationen |
| (Zeitraum, Wochen auf Platz eins, Interpret, Titel, Autor[en], zusätzliche Informationen) |                                          |                                          | |                           |
| 24. Dezember 1974 – 10. Januar 1975 2 Wochen (insgesamt 5) | 5                                        | Michel Sardou                            | Une fille aux yeux clairs Musik: Jacques Abel Jules Revaux; Text: Claude Jacques Raoul Lemesle, Michel Charles Sardou                                                            | –                         |
| 11. Januar 1975 – 31. Januar 1975 3 Wochen | 3                                        | Dave                                     | Vanina Del Shannon, Max D. Crook, Patrick Yvon Guy Loiseau | –                         |
| 1. Februar 1975 – 7. Februar 1975 1 Woche | 1                                        | Annie Cordy                              | La bonne du curé Musik: Antoine Montoya, Tony Roval; Text: Charles Level | –                         |
| 8. Februar 1975 – 28. Februar 1975 3 Wochen (insgesamt 5) | 5                                        | Michel Sardou                            | Une fille aux yeux clairs Musik: Jacques Abel Jules Revaux; Text: Claude Jacques Raoul Lemesle, Michel Charles Sardou                                                            | –                         |
| 1. März 1975 – 7. März 1975 1 Woche (insgesamt 2) | 2                                        | Annie Cordy                              | La bonne du curé Musik: Antoine Montoya, Tony Roval; Text: Charles Level | –                         |
| 8. März 1975 – 14. März 1975 1 Woche | 1                                        | Billy Swan                               | I Can Help Billy Swan | –                         |
| 15. März 1975 – 11. April 1975 4 Wochen | 4                                        | Nino Ferrer                              | Le sud Agostino Arturo Maria Ferrari | –                         |
| 12. April 1975 – 25. April 1975 2 Wochen | 2                                        | Sheila                                   | C’est le cœur (Les ordres du docteur) Original: Roger Frederick Cook, Roger John Reginald Greenaway, Geoff Stephens; französischer Text: Claude Carrère, Jean Paul Henri Schmitt | –                         |
| 26. April 1975 – 9. Mai 1975 2 Wochen (insgesamt 3) | 3                                        | The Rubettes                             | Juke Box Jive Wayne Bickerton, Tony Waddington | –                         |
| 10. Mai 1975 – 16. Mai 1975 1 Woche | 1                                        | Johnny Hallyday                          | La fille de l’été dernier Original: Eddie Cochran, Jerry N. Capehart; französischer Text: Christian Blondiau                                                                     | –                         |
| 17. Mai 1975 – 23. Mai 1975 1 Woche (insgesamt 3) | 3                                        | The Rubettes                             | Juke Box Jive Wayne Bickerton, Tony Waddington | –                         |
| 24. Mai 1975 – 20. Juni 1975 4 Wochen | 4                                        | Mike Brant                               | Dis-lui Original: Morris Albert, Louis Felix Pierre Marie Gasté; französischer Text: Michel Jourdan                                                                              | –                         |
| 21. Juni 1975 – 8. August 1975 7 Wochen (insgesamt 11) | 11                                       | Joe Dassin                               | L’été indien Musik: Pasquale Losito, Salvatore Cutugno; Originaltext: Vito Pallavicini, Graham Stuart Johnson; französischer Text: Pierre Delanoë, Claude Jacques Raoul Lemesle  | –                         |
| 9. August 1975 – 15. August 1975 1 Woche | 1                                        | Michel Sardou                            | Un accident Musik: René André Joseph Pratx, Jacques Abel Jules Revaux; Text: Michel Charles Sardou                                                                               | –                         |
| 16. August 1975 – 12. September 1975 4 Wochen (insgesamt 11) | 11                                       | Joe Dassin                               | L’été indien Musik: Pasquale Losito, Salvatore Cutugno; Originaltext: Vito Pallavicini, Graham Stuart Johnson; französischer Text: Pierre Delanoë, Claude Jacques Raoul Lemesle  | –                         |
| 13. September 1975 – 26. September 1975 2 Wochen | 2                                        | Saint-Preux                              | Your Hair Christian Desire Langlade | –                         |
| 27. September 1975 – 3. Oktober 1975 1 Woche | 1                                        | Esther Philips                           | What a Difference a Day Made Musik: Maria Grever; Text: Adam Stanley | –                         |
| 4. Oktober 1975 – 24. Oktober 1975 3 Wochen | 3                                        | Jean-Claude Borelly                      | Dolannes Mélodie Paul De Senneville, Olivier Toussaint | –                         |
| 25. Oktober 1975 – 31. Oktober 1975 1 Woche (insgesamt 6) | 6                                        | Michel Sardou                            | Le France Musik: Jacques Abel Jules Revaux; Text: Michel Charles Sardou, Pierre Delanoë                                                                                          | –                         |
| 1. November 1975 – 7. November 1975 1 Woche | 1                                        | Johnny Hallyday                          | La terre promise Original: Chuck Berry; Adaption: Michel Mallory | –                         |
| 8. November 1975 – 14. November 1975 1 Woche | 1                                        | Dave                                     | Du côté de chez Swann Musik: Michel Jacques Cywie; Text: Patrick Yvon Guy Loiseau                                                                                                | –                         |
| 15. November 1975 – 19. Dezember 1975 5 Wochen (insgesamt 6) | 6                                        | Michel Sardou                            | Le France Musik: Jacques Abel Jules Revaux; Text: Michel Charles Sardou, Pierre Delanoë                                                                                          | –                         |
| 20. Dezember 1975 – 7. Januar 1976 3 Wochen | 3                                        | Sheila                                   | Quel tempérament de feu Antony Michael David Eyers; französischer Text: Claude Carrère, Jean Charles André Schmitt                                                               | –                         |

## Alben
| | Liste der Nummer-eins-Hits in Frankreich | Liste der Nummer-eins-Hits in Frankreich | Liste der Nummer-eins-Hits in Frankreich | 1976 →                    |
| \| Zeitraum \| Wo. ges. \| Interpret \| Titel \| Zusätzliche Informationen \| \| (Zeitraum, Wochen auf Platz eins, Interpret, Titel, zusätzliche Informationen) \| \| \| \| \| \| ------------------------------------------------------------------------------ \| -------- \| ------------------- \| ---------------------- \| ------------------------- \| \| 5. November 1974 – 4. April 1975 21 Wochen \| 21 \| Pierre Perret \| Le zizi \| – \| \| 5. April 1975 – 6. Juni 1975 9 Wochen \| 9 \| Maxime Le Forestier \| Maxime Le Forestier 75 \| – \| \| 7. Juni 1975 – 4. Juli 1975 4 Wochen \| 4 \| Michel Sardou \| Olympia 75 \| – \| \| 5. Juli 1975 – 11. Juli 1975 1 Woche \| 1 \| Johnny Hallyday \| Rock à Memphis \| – \| \| 12. Juli 1975 – 1. August 1975 3 Wochen \| 3 \| Mike Brant \| Toutes les couleurs \| – \| \| 2. August 1975 – 5. September 1975 5 Wochen \| 5 \| The Rubettes \| We Can Do It \| – \| \| 6. September 1975 – 28. November 1975 12 Wochen (insgesamt 16) \| 16 \| Pink Floyd \| Wish You Were Here \| – \| \| 29. November 1975 – 26. Dezember 1975 4 Wochen \| 4 \| Jean Ferrat \| Ferrat 76 \| – \| \| 27. Dezember 1975 – 31. Dezember 1975 1 Woche \| 1 \| Daniel Guichard \| Mon vieux \| – \| |                                          |                                          |                                          |                           |
| |                                          |                                          |                                          | → 1976 →                  |
| Zeitraum | Wo. ges.                                 | Interpret                                | Titel                                    | Zusätzliche Informationen |
| (Zeitraum, Wochen auf Platz eins, Interpret, Titel, zusätzliche Informationen) |                                          |                                          |                                          |                           |
| 5. November 1974 – 4. April 1975 21 Wochen | 21                                       | Pierre Perret                            | Le zizi                                  | –                         |
| 5. April 1975 – 6. Juni 1975 9 Wochen | 9                                        | Maxime Le Forestier                      | Maxime Le Forestier 75                   | –                         |
| 7. Juni 1975 – 4. Juli 1975 4 Wochen | 4                                        | Michel Sardou                            | Olympia 75                               | –                         |
| 5. Juli 1975 – 11. Juli 1975 1 Woche | 1                                        | Johnny Hallyday                          | Rock à Memphis                           | –                         |
| 12. Juli 1975 – 1. August 1975 3 Wochen | 3                                        | Mike Brant                               | Toutes les couleurs                      | –                         |
| 2. August 1975 – 5. September 1975 5 Wochen | 5                                        | The Rubettes                             | We Can Do It                             | –                         |
| 6. September 1975 – 28. November 1975 12 Wochen (insgesamt 16) | 16                                       | Pink Floyd                               | Wish You Were Here                       | –                         |
| 29. November 1975 – 26. Dezember 1975 4 Wochen | 4                                        | Jean Ferrat                              | Ferrat 76                                | –                         |
| 27. Dezember 1975 – 31. Dezember 1975 1 Woche | 1                                        | Daniel Guichard                          | Mon vieux                                | –                         |